# سنیا راپوپورت
سنیا راپوپورت (روسی: Ксения Александровна Раппопорт؛ زادهٔ ۲۵ مارس ۱۹۷۴) بازیگر اهل روسیه است. وی از سال ۱۹۹۱ میلادی تاکنون مشغول فعالیت بوده‌است.
وی بازیگر فیلم‌هایی همچون کالیبر ۹، سقوط امپراتوری و آنا کارنینا بوده است، راپوپورت در سال ۲۰۰۷ برنده جایزه دیوید دی دوناتلو بهترین بازیگر زن شده است.